# TUI fly (België)
TUI fly België (officieel TUI Airlines Belgium N.V.), voorheen gekend onder de merknaam Jetairfly, is een Belgische luchtvaartmaatschappij met als thuisbasis Brussels Airport, die lijnvluchten uitvoert naar meer dan 100 bestemmingen. Deze luchtvaartmaatschappij voert ook de meeste vluchten uit voor touroperator TUI (voorheen Jetair).
Samen met vijf andere luchtvaartmaatschappijen behoort ze tot de TUI Airlines groep, die een onderdeel is van de TUI Group, 's werelds grootste toerismegroep. TUI Airlines groepeert TUI fly België, TUI fly (Nederland), TUI fly (Deutschland), TUI fly Nordic (Scandinavië), TUI Airways (Verenigd Koninkrijk) en Corsair International (Frankrijk), met een vloot van meer dan 150 toestellen.
TUI vliegt op het Middellandse Zeegebied, de Canarische Eilanden, Lapland, het Rode Zeegebied, Kaapverdië, Afrika, Azië, de Verenigde Staten en de Caraïben. Vaste thuisbasis is Brussels Airport, maar de luchtvaartmaatschappij voert ook vluchten uit vanaf 6 andere bases: de luchthaven van Oostende, Antwerpen, Luik, Rijsel (Lille), Casablanca en Marrakesh.
In 2014 vervoerde TUI bijna 4 miljoen passagiers. In 2022 en in 2023 waren dat er 5,4 miljoen. Ze heeft een netwerk van 187 lijnen, met meer dan 100 bestemmingen. TUI fly is qua vloot, aantal reizigers en aantal bestemmingen de op een na grootste Belgische luchtvaartmaatschappij voor passagiersvervoer.

## Geschiedenis
TUI fly werd opgericht als TUI Airlines Belgium in het najaar van 2003 en is actief sinds 20 maart 2004. Oorspronkelijk was het de bedoeling om met twee vliegtuigen te starten. Door de stopzetting van Sobelair, die de meeste vluchten van toenmalige touroperator Jetair uitvoerde, werd de opstart versneld en uitgebreid. In het eerste seizoen bestond de vloot uit vijf middellangeafstandstoestellen.
Op 23 november 2005 werd de commerciële naam van de luchtvaartmaatschappij herdoopt in Jetairfly (in het kader van de nieuwe merkenstrategie) met, naast touroperator Jetair, ook reisbureauketen TUI shop (voorheen TUI TravelCenter en Jetaircenter).
In november 2010 introduceerde Jetairfly als eerste Europese luchtvaartmaatschappij de Boeing 737 met een nieuw zogenaamd "Boeing Sky Interior".
In het voorjaar van 2012 werd de Marokkaanse low-cost luchtvaartmaatschappij Jet4you, die deel uitmaakte van de TUI groep, volledig geïntegreerd in Jetairfly.
Sinds maart 2012 worden alle vluchten uitgevoerd als lijnvlucht, terwijl voorheen sommige vluchten ook als chartervlucht werden uitgevoerd. Dit heeft naast de uitgebreidere commerciële voordelen het gevolg dat alle vluchten in beide richtingen geboekt kunnen worden, ook door niet-EU-burgers.
Begin 2013 was Jetairfly wereldwijd de eerste vakantievlieger die de Embraer E-Jet 190 in gebruik nam.

In het najaar van 2013 nam TUI haar intrek in Jetairport, een kantoorgebouw annex onderhoudsloods voor vliegtuigen, op Brussels Airport.

In december 2013 nam Jetairfly de eerste Belgische Boeing 787 "Dreamliner" in gebruik.
In 2015 voerde TUI met een wet-lease contract vluchten uit voor ECAir, de nationale luchtvaartmaatschappij van Congo-Brazzaville. Eind 2016 kwam daaraan een einde.
In mei 2015 werd door de TUI Group aangekondigd dat het al zijn luchtvaartmaatschappijen zou onderbrengen onder dezelfde merknaam "TUI" binnen een tijdsbestek van 2 jaar. Elke maatschappij zal wel als apart bedrijf blijven bestaan en de nationale Air operator's certificate (AOC) behouden.
Op 19 oktober 2016 werd de merknaam van de luchtvaartmaatschappij gewijzigd naar TUI fly, dit als onderdeel van de strategie om alle merknamen onder TUI Group duidelijk te maken.
In maart 2018 nam TUI fly Belgium haar tweede Boeing 787 "Dreamliner" - registratie OO-LOE - op in de Belgische vloot. Het toestel kwam over van de UK airline TUI Airways. In januari 2024 werd het toestel overgedragen naar de vloot van TUI fly Nederland. De nieuwe registratie staat onder PH-TFJ.

## Vloot
Sinds 2009 beschikt TUI over de jongste en modernste vloot in België die herkenbaar zijn aan het TUI-logo op de staart. Elk vliegtuig heeft daarbij nog een individuele naam op de neus staan. De meeste toestellen zijn vernoemd naar de iconen van Jetairfly, voor de nieuwe 737-MAX toestellen wordt een populaire reisbestemming als naam gekozen.
In 2012 is TUI begonnen met het gradueel herschilderen van de vloot in het 'Dreamwave' patroon van de TUI groep. Toestellen die nog herschilderd moeten worden, zullen meteen ook de naam 'TUI' op de romp krijgen, naar aanleiding van de nieuwe merkenstrategie. In de zomer van 2019 hebben alle toestellen de nieuwe naam 'TUI' op de romp. Enkel de oudste toestellen die uitgefaseerd worden hebben het 'Dreamwave' patroon niet gekregen. Bij leasetoestellen is het de gewoonte enkel de merknaam 'TUI' op de romp te schilderen, samen met TUI logo op de staart.
| Samenstelling vloot zomer 2022 | Samenstelling vloot zomer 2022 | Samenstelling vloot zomer 2022 | Samenstelling vloot zomer 2022 | Samenstelling vloot zomer 2022 | Samenstelling vloot zomer 2022 | Samenstelling vloot zomer 2022 | Samenstelling vloot zomer 2022                                                                                      |
| Type                           | HUIDIG                         | HUIDIG                         | HUIDIG                         | HUIDIG                         | Orders                         | VERLEDEN                       | opmerkingen |
| Type                           | Aantal in gebruik              | Aantal geparkeerd              | Totaal                         | Zitplaatsen                    | Orders                         | VERLEDEN                       | opmerkingen |
| ------------------------------ | ------------------------------ | ------------------------------ | ------------------------------ | ------------------------------ | ------------------------------ | ------------------------------ | --- |
| Airbus A320-200                | 0                              |                                |                                |                                |                                | 8                              | - Lease voor de zomerdrukte - Afkomstig van SmartLynx Estonia of Orange2fly                                         |
| Airbus A321-200                | 0                              |                                |                                |                                |                                | 1                              | - Lease voor de zomerdrukte - Afkomstig van SmartLynx                                                               |
| Airbus A330-200                | 0                              |                                |                                |                                |                                | 1                              | - Lease voor de zomerdrukte - Afkomstig van AirTanker                                                               |
| Boeing 737-400 Classic         | 0                              |                                |                                |                                |                                | 7                              | Vloog enkel onder de merknaam 'Jetairfly'                                                                           |
| Boeing 737-500 Classic         | 0                              |                                |                                |                                |                                | 1                              | Vloog enkel onder de merknaam 'Jetairfly'                                                                           |
| Boeing 737-700 NG              | 4                              | 0                              | 4                              | 148                            | 0                              | 2                              | |
| Boeing 737-800 NG              | 13                             | 1                              | 14                             | 189                            | 0                              | 13                             | - 2 Toestellen komen over van TUI Netherlands. - OO-TUX heeft de vloot als laatste verlaten                         |
| Boeing 737 MAX 8               | 4                              | 0                              | 5                              | 189                            | 10                             |                                | - EIS: 2018 tem 2022. - OO-TMZ is de laatste toevoeging (einde 2021) - Vernoemd naar populaire vakantiebestemmingen |
| Boeing 737 MAX 10              | 0                              | 0                              | 0                              | 230                            | 4                              |                                | EIS: 2021 tem 2022.                                                                                                 |
| Boeing 767-300ER               | 0                              | 0                              | 0                              | 298                            | 0                              | 3                              | De laatste 767 (OO-JNL) is eind 2022 overdragen aan TUI Fly Netherlands                                             |
| Boeing 787-8                   | 2                              | 0                              | 2                              | 305                            | 0                              |                                | OO-LOE overgekomen van TUI UK.                                                                                      |
| Boeing 747-400                 | 0                              |                                |                                |                                |                                | 1                              | Vloog enkel onder de merknaam 'Wamos' voor enkele weken door zomerdrukte.                                           |
| Embraer E-Jet E190             | 4                              | 0                              | 4                              | 112                            | 0                              |                                | |
| Fokker F100                    | 0                              |                                |                                |                                |                                | 1                              | |
| Totaal                         | 27                             | 1                              | 31                             |                                | 14                             | 35                             | |

| Vloot details     | Vloot details                              | Vloot details             | Vloot details    | Vloot details |
| Type              | Registratie                                | Naam                      | Geleverd         | Bijzonderheden |
| ----------------- | ------------------------------------------ | ------------------------- | ---------------- | --- |
| Airbus A320-200   | 9H-SLK                                     |                           | april 2022       | Lease van SmartLynx Malta, voor de zomerdrukte van 2022                                                                                      |
| Airbus A320-200   | 9H-SLD                                     |                           | juni 2022        | Vlucht volledig uitgevoerd door SmartLynx Malta, voor de zomerdrukte van 2022                                                                |
| Boeing 737-700 NG | OO-JAL                                     | Desire                    | 11 maart 2016    | Vliegt vanuit Luik (LGG) |
| Boeing 737-700 NG | OO-JAO                                     | Playing to win            | 21 mei 2010      | |
| Boeing 737-700 NG | OO-JAR                                     | Enjoy                     | 7 maart 2009     | |
| Boeing 737-700 NG | OO-JAS                                     | Emotion                   | 26 mei 2009      | Vliegt vanuit Lille (LIL) |
| Boeing 737-700 NG | OO-JOS                                     | Aurora                    | 7 mei 2014       | Uitgefaseerd sinds 15 september 2019, nu onderdeel van GOL Transportes Aéreos (30 oktober 2019)                                              |
| Boeing 737-800 NG | OO-JAA                                     | Victory                   | 24 mei 2010      | - Uitgerust met Split Scimitar Winglets - Oude JetairFly livery, met het nieuwe TUI logo - Vliegt vanuit de basissen in Frankrijk (LIL, ORY) |
| Boeing 737-800 NG | OO-JAD                                     | Magnificent               | 6 april 2011     | Uitgefaseerd sinds 6 januari 2019, nu onderdeel van SunExpress als TC-SPF                                                                    |
| Boeing 737-800 NG | OO-JAF                                     | Smile                     | 9 juli 2007      | - Uitgerust met Split Scimitar Winglets - Speciale livery: 'TUI Family Life Hotels'                                                          |
| Boeing 737-800 NG | OO-JAH                                     | Perspective               | 24 juni 2011     | Uitgefaseerd sinds 13 oktober 2019, vliegt nu bij Miami Air International onder registratie N735MA                                           |
| Boeing 737-800 NG | OO-JAQ                                     | Vision                    | 30 januari 2009  | Uitgerust met Split Scimitar Winglets |
| Boeing 737-800 NG | OO-JAU                                     | Excellence                | 19 februari 2013 | Uitgefaseerd sinds januari 2022 |
| Boeing 737-800 NG | OO-JAV                                     | Happiness                 | 8 april 2013     | Uitgerust met Split Scimitar Winglets |
| Boeing 737-800 NG | OO-JAX                                     | Brightness                | 22 november 2010 | Uitgefaseerd sinds november 2022 |
| Boeing 737-800 NG | OO-JAY                                     | Elegance                  | 25 april 2013    | Uitgerust met Split Scimitar Winglets |
| Boeing 737-800 NG | OO-JBG                                     | Gerard Brackx             | 11 juli 2008     | - Oude Jetair fly livery, met het nieuwe TUI logo - Vliegt vanuit de basissen in Frankrijk (LIL, ORY)                                        |
| Boeing 737-800 NG | OO-JLO                                     | Grace                     | 23 maart 2012    | Uitgefaseerd sinds 5 oktober 2021. Opgelagen                                                                                                 |
| Boeing 737-800 NG | OO-JEF                                     | Affection                 | 24 februari 2014 | - Uitgerust met Split Scimitar Winglets - Vliegt vanuit de basissen in Frankrijk (LIL, ORY)                                                  |
| Boeing 737-800 NG | OO-SRO                                     | Freedom                   | 5 april 2018     | Uitgerust met Split Scimitar Winglets. Overgeplaatst naar TUI Airways (VK), waar het vliegt als G-TAWZ sinds 19 februari                     |
| Boeing 737-800 NG | OO-TUK                                     | Inspiration               | 8 april 2016     | Vliegt voor TUI Nederland |
| Boeing 737-800 NG | OO-TUV                                     | Imagination               | 4 mei 2016       | |
| Boeing 737-800 NG | OO-TUP                                     | Destiny                   | augustus 2017    | |
| Boeing 737-800 NG | OO-TUX                                     | Intuition                 | juni 2017        | Lease aan Jet2, vliegt daar voorlopig als G-DRTJ                                                                                             |
| Boeing 737-800 NG | OO-TNB                                     | Wanderlust                | januari 2019     | Uitgerust met Split Scimitar Winglets |
| Boeing 737-800 NG | OO-TNC                                     | Cloudwalker               | januari 2019     | Uitgerust met Split Scimitar Winglets |
| Boeing 737 MAX 8  | OO-MAX                                     | Tenerife Alegria          | 30 januari 2018  | |
| Boeing 737 MAX 8  | OO-TMA                                     | Gran Canaria Ocean Breeze | 30 maart 2018    | |
| Boeing 737 MAX 8  | OO-TMB                                     | Costa Blanca Relaxation   | 12 mei 2018      | |
| Boeing 737 MAX 8  | OO-TMY                                     | Costa Del Sol Sunseeker   | 24 mei 2018      | |
| Boeing 737 MAX 8  | OO-TMZ                                     | Marrakech                 | 16 oktober 2021  | |
| Boeing 767-300ER  | Vliegt def voor TUI Nederland onder PH-OYJ |                           |                  | |
| Boeing 787-8      | OO-JDL                                     | Diamond                   | 2 december 2013  | |
| Boeing 787-8      | OO-LOE                                     | Pearl                     | 22 maart 2018    | |
| Embraer 190       | OO-JEB                                     | Navigator                 | 14 maart 2013    | Uitgefaseerd sinds maart 2023 |
| Embraer 190       | OO-JEM                                     | Explorer                  | 13 februari 2013 | Uitgefaseerd sinds februari 2023 |
| Embraer 190       | OO-JVA                                     | Jewel                     | 24 april 2015    | Uitgefaseerd sinds april 2023 |
| Embraer 190       | OO-TEA                                     | Traveller                 | 30 maart 2017    | |

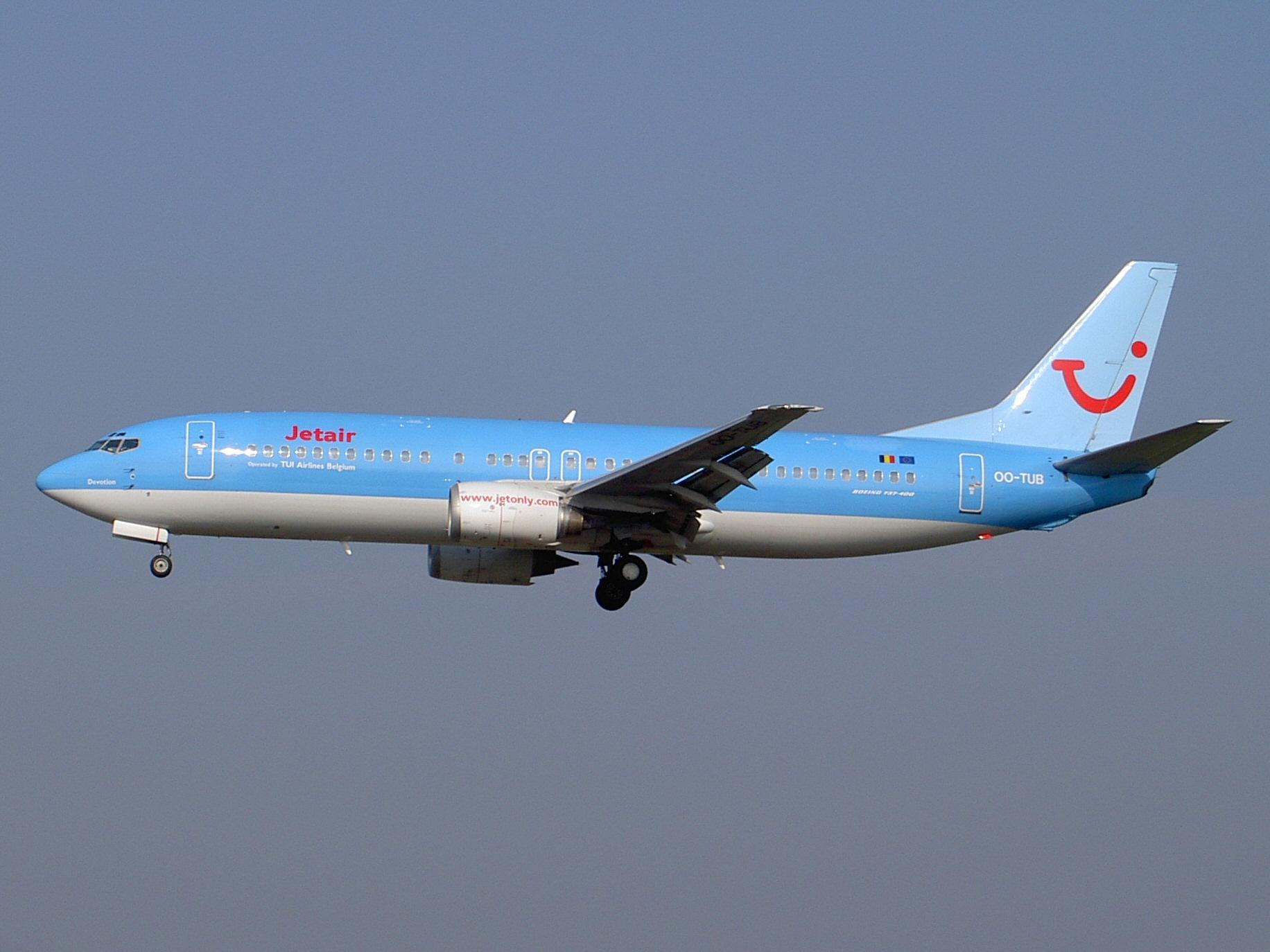
De eerste Boeing 737-400 van Jetairfly met registratienummer OO-TUB. Vliegt momenteel als UR-CSV voor Jonika
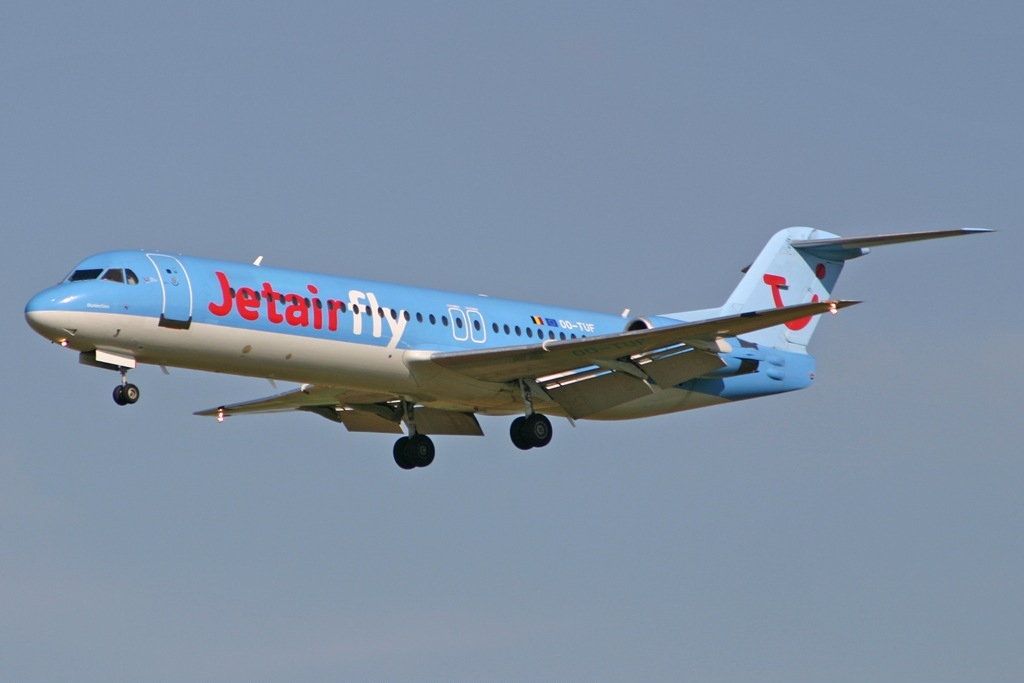
De Fokker F100, van in de Jetairfly-livery. Deze OO-TUF vliegt voor Virgin Australia Region als VH-FNU
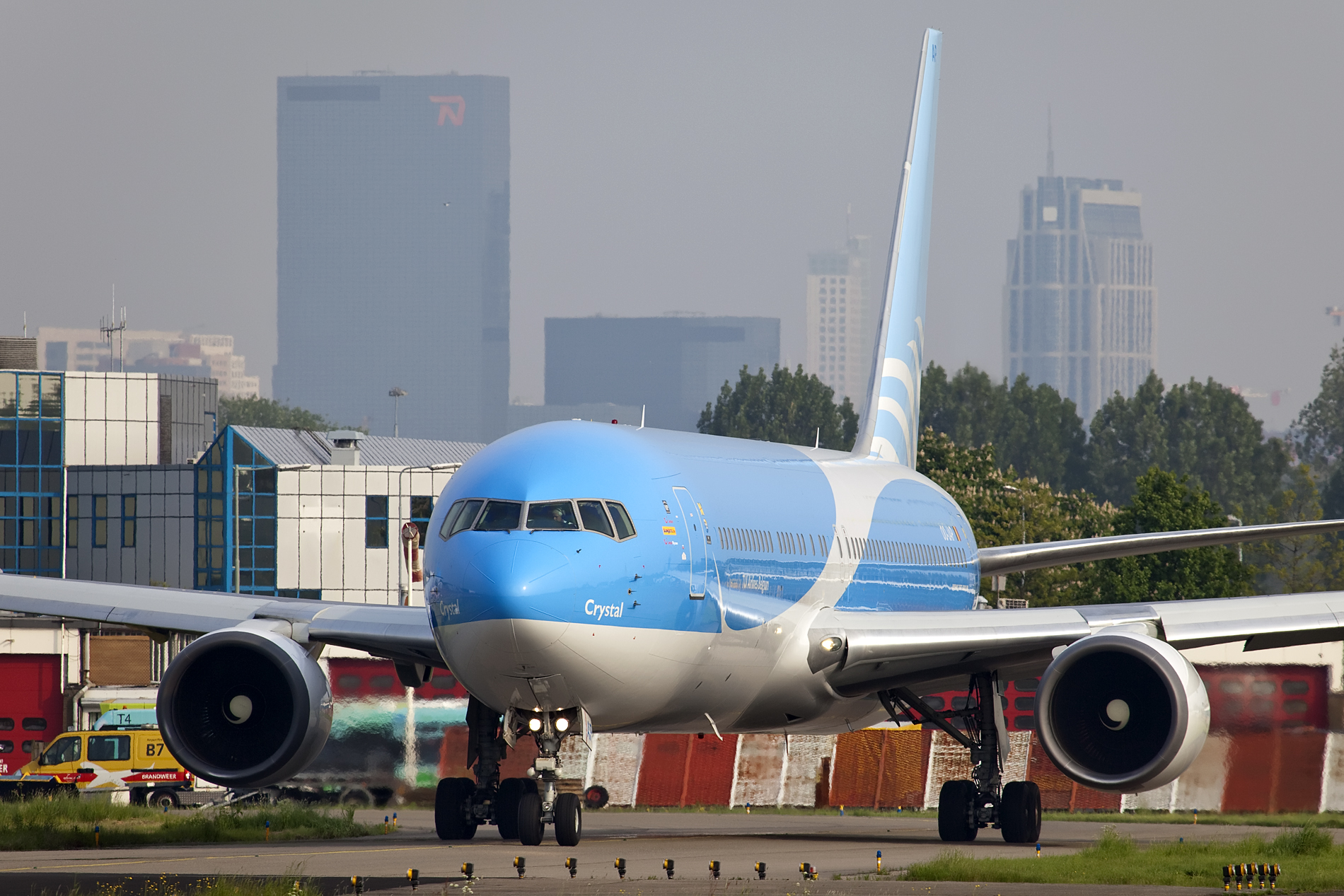
Het speciale kleurenschema voor de Boeing's 767 van Jetairfly. Hier: OO-JAP, die daarna als D-ABUS vloog voor Condor. Werd in december 2021 omgebouwd naar cargo. Vliegt nu als B-222D bij SF Airlines.
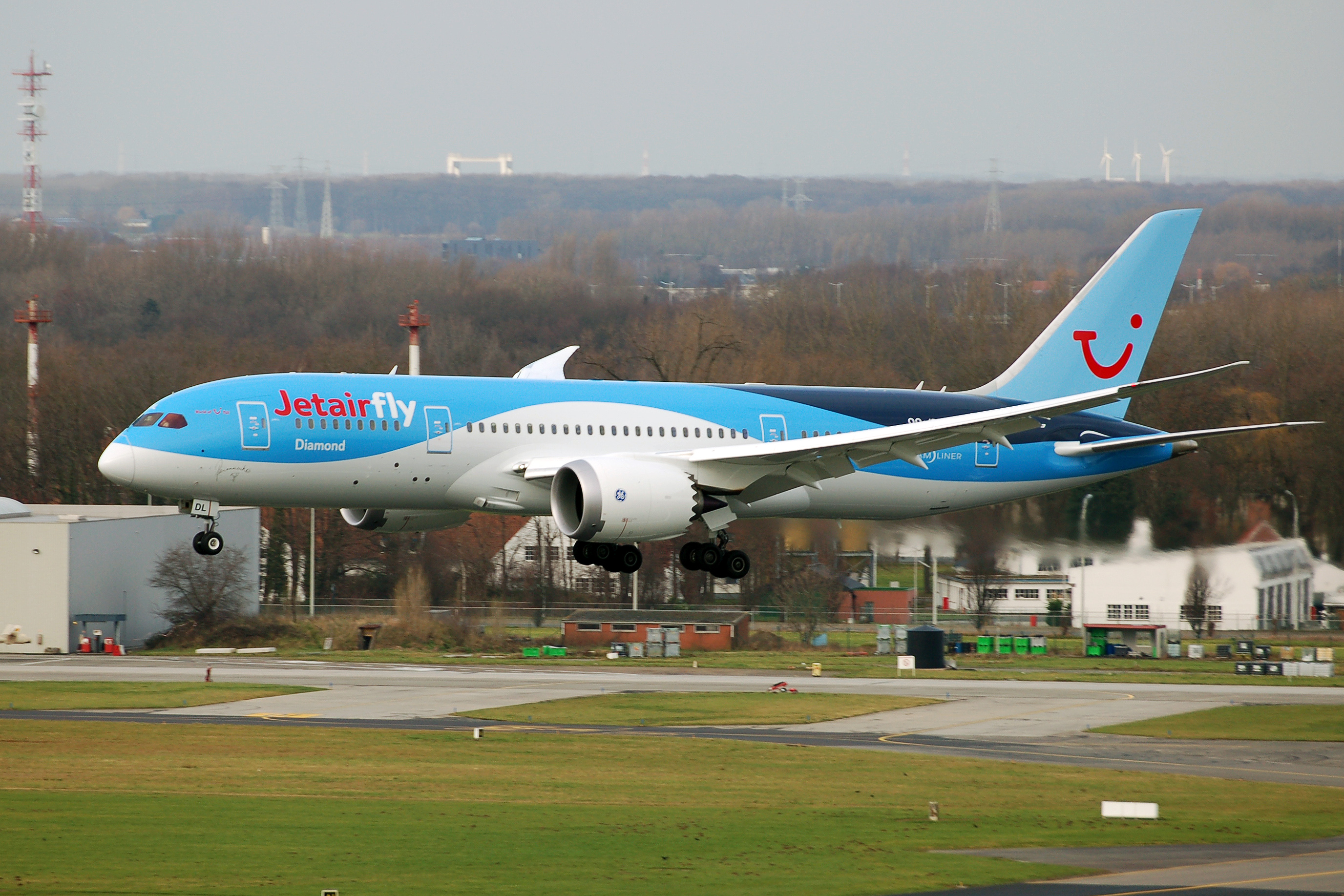
Een Boeing 787-8 van Jetairfly
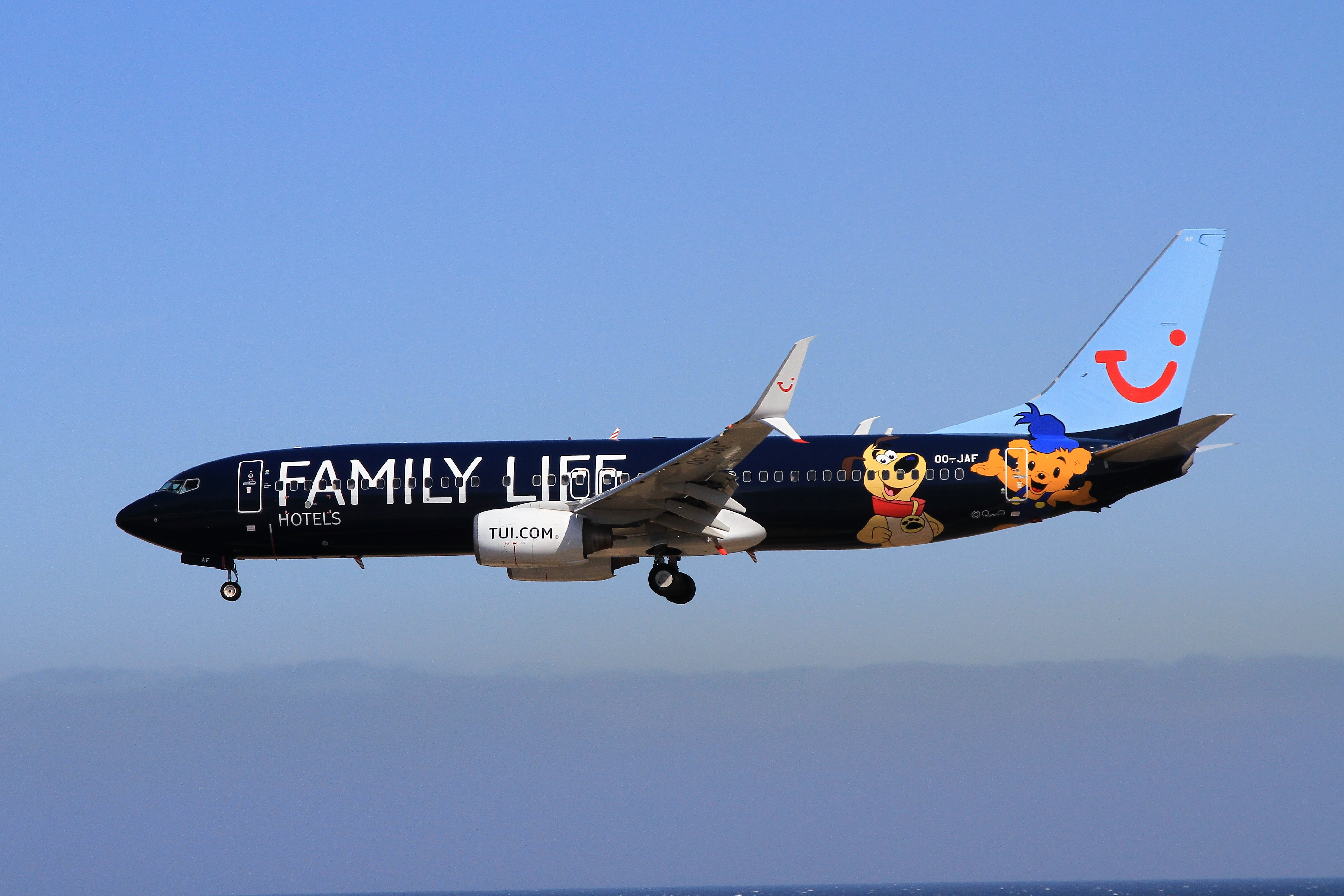
[14] Een Boeing 737-800 van TUI fly (België) in een TUI Family Life-jasje (OO-JAF "SMILE")
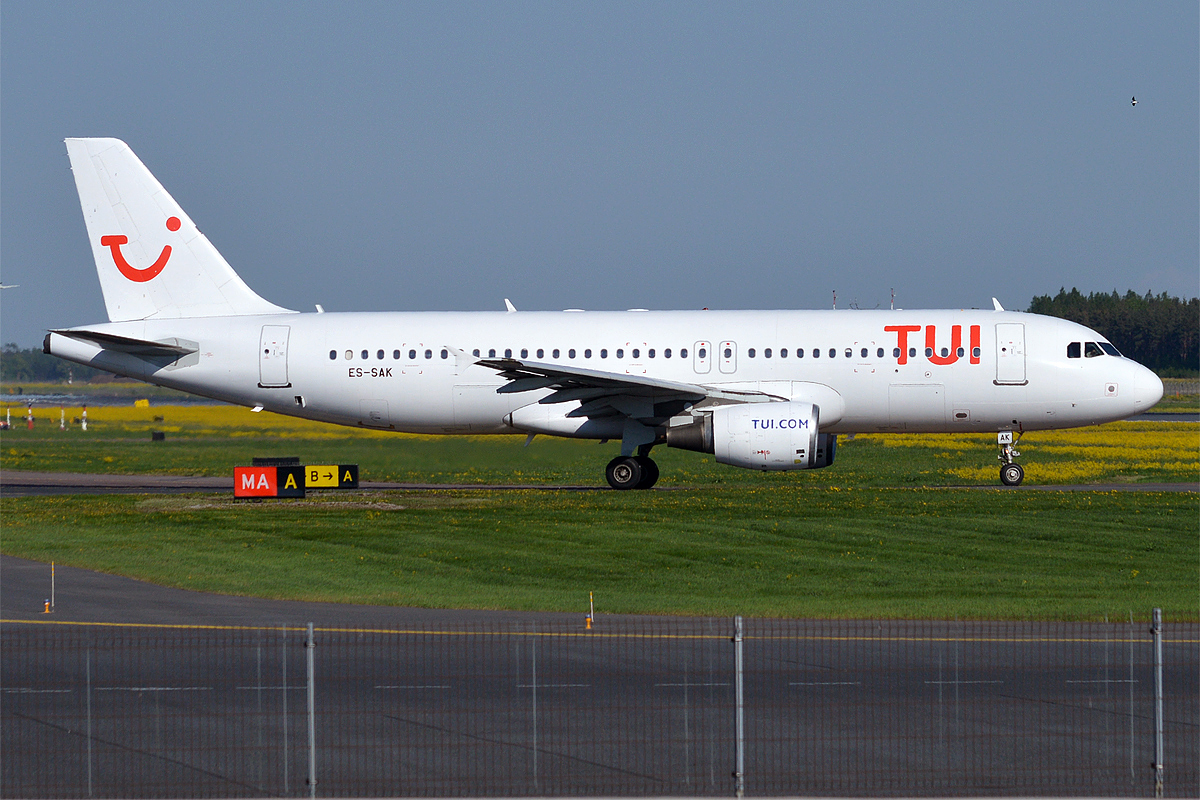
Een Airbus A320-200 van Smartlynx die de zomerdrukte opvangt voor TUI België
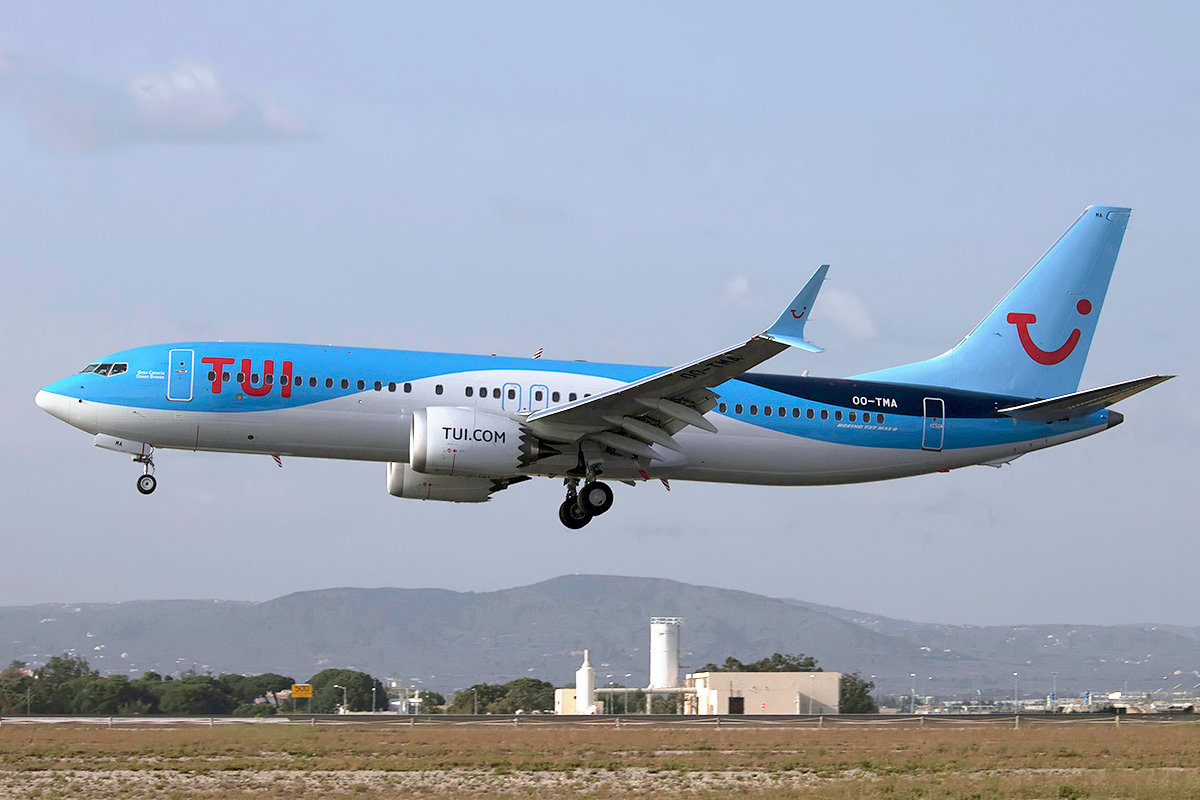
Boeing 737-8 MAX met registratienummer OO-TMA